# Махно, Лев Павлович
Лев Павлович Махно (род. 15 июня 1940, Благовещенка, Саратовская область) — священнослужитель Русской православной церкви, митрофорный протоиерей, педагог, кандидат богословия (1966), профессор Тульского государственного университета. Настоятель храма Двенадцати Апостолов города Тулы, ректор Тульской православной классической гимназии. Член комиссии Межсоборного присутствия по вопросам духовного образования и религиозного просвещения, член Патриаршего Совета по вопросам семьи и защиты материнства. Отличник народного просвещения РФ. Почетный работник общего образования России

## Биография
В 1962 году Лев Махно окончил Московскую духовную семинарию, а в 1966 году — Московскую духовную академию. В 1964 году он рукоположен в пресвитеры. С 1967 года отец Лев служит в Тульской епархии, а в 1971 году удостоен сана протоиерея. В Туле известен своими обширными организаторскими способностями, в частности в 1977 году под его руководством была проведена реконструкция колокольни Всехсвятского кафедрального собора в Туле, за что отец Лев был награждён митрой.
В 1982—1985 годах Лев Махно являлся представителем Патриарха Московского и всея Руси и настоятелем Николаевского собора в Нью-Йорке. В 1985 году, после возвращения в Тулу, он был назначен настоятелем храма Двенадцати Апостолов. Вскоре после этого он вновь покинул город, став представителем Патриарха Московского и всея Руси и настоятелем храма Трёх Святителей в Париже.
6 июля 1989 года решением Синода ввиду истечения срока командировки освобождён от обязанностей настоятеля Трёхсвятительского подворья в Париже и направлен в распоряжение епископа Тульского, после чего вернулся в Тулу, где продолжил свою деятельность в храме Двенадцати Апостолов. За короткое время на территории храма была выстроена Водосвятная часовня, а также установлена литая чугунная ограда по его периметру. Были перекрыты кровля и купола церкви, отделана крещальня, трапезная, освящен новый придел в честь Св. Макария Жабынского, отлиты новые колокола, начата реставрация росписей. При храме были созданы воскресные школы — детская и для взрослых.
В июне 1990 году, после возвращения верующим храма Благовещения Пресвятой Богородицы, отец Лев был назначен и её настоятелем. За два года им была проведена работа по полному восстановлению древнейшего храма Тулы, и 7 апреля 1992 года, в праздник Благовещения, к 300-летию храма был освящен его главный престол. Проделанная отцом Львом работа была отмечена орденом благоверного князя Даниила Московского III степени.
В 1992 году назначен настоятелем Успенского собора в Тульском кремле. Затем под его попечение были отданы созданная при его же деятельном участии кладбищенская церковь в честь иконы Смоленской Божией Материи, а также храмы Щегловского монастыря и Преображенская церковь.
В 1994 году Лев Махно был утверждён ректором Тульской православной классической гимназии.
В январе 2009 году был делегатом от клира Тульской епархии на Поместном соборе Русской православной церкви.
27 июля 2009 года включён в состав Межсоборного присутствия Русской православной церкви.

## Личная жизнь
- Супруга — Ольга Степановна Махно (ум. 2019).[3] Руководитель кадровой службы Тульской Православной классической гимназии.[4]
- Сын — Лев Львович Махно. Кандидат исторических наук, доцент, настоятель храма Архистратига Божия Михаила при ТулГУ и Благовещенской церкви Тулы.[5]

## Публикации
- Годичный акт в Московской духовной академии // Журнал Московской Патриархии. 1965. — № 11. — C. 9-10.
- Список трудов проф. А. А. Дмитриевского в порядке их публикации [библ. 219+44] // Богословские труды. — М., 1969. — № 4. — C. 95-107.
- Теологическое образование — курс: восстановление традиций // Вестник Тульского государственного университета. Серия «Теология». Вып. 4. — Тула: Издательский дом «Ясная Поляна», 2008. — С. 21-27.
- Миссия Церкви и государственно-конфессиональные отношения на современном этапе // Вестник Тульского государственного университета. Серия «Теология». Выпуск 7. 2011. — С. 11-19.
- Разная частота причащения православных даже в рамках одного прихода не трагедия // Журнал Московской Патриархии. — 2012. — № 5. — С. 66.
- С ребенком сам будь ребенком (интервью) // Журнал Московской Патриархии. — 2012. — № 7. — С. 54-59.

## Награды

### Церковные

#### Богослужебно-иерархические
- Право ношения набедренника, камилавки и наперсного золотого креста (1966)
- Право ношения палицы (1976)
- Сан протоиерея (1971)
- Право ношения креста с украшениями (1977)
- Право ношения митры (1977)
- Право ношения второго креста с украшениями (1988)
- Патриарший крест (третий наперсный крест) (1990)

#### Общецерковные
- Орден Климента Охридского II степени (1977; Болгарская православная церковь)
- Медаль 1500-летия Иерусалимского патриархата (1979; Иерусалимская православная церковь)
- Орден Преподобного Сергия Радонежского III степени (1980)
- Орден Святого равноапостольного великого князя Владимира III степени (1985)
- Орден Святого равноапостольного великого князя Владимира II степени (1990)
- Орден Святого благоверного князя Даниила Московского III степени (1992)
- Орден Преподобного Сергия Радонежского II степени (1994)
- Орден Святого благоверного князя Даниила Московского II степени (1999)
- Орден Святителя Иннокентия, митрополита Московского и Коломенского III степени (2000)
- Орден Святителя Иннокентия, митрополита Московского и Коломенского II степени (2003)
- Орден Святителя Макария, митрополита Московского III степени (2007)
- Орден Преподобного Серафима Саровского III степени (2009)

### Светские
- Орден Дружбы (28 декабря 2000 года) — за большой вклад в укрепление гражданского мира и возрождение духовно-нравственных традиций[6]
- почётный гражданин Тулы
- звание «Отличник народного просвещения России»
- премия «За большой вклад в возрождение культуры и нравственности города Тулы»